# 22848 Chrisharriot
22848 Chrisharriot è un asteroide della fascia principale. Scoperto nel 1999, presenta un'orbita caratterizzata da un semiasse maggiore pari a 2,3913749 UA e da un'eccentricità di 0,1507348, inclinata di 1,86200° rispetto all'eclittica.